# Bernalyn Bejoy
Bernalyn Bejoy (* 1. September 2001) ist eine philippinische Leichtathletin, die im Sprint und Hürdenlauf sowie im Mittelstreckenlauf an den Start geht.

## Sportliche Laufbahn
Erste internationale Erfahrungen sammelte Bernalyn Bejoy im Jahr 2019, als sie bei den Südostasienspielen in Capas in 62,06 s den vierten Platz im 400-Meter-Hürdenlauf belegte. 2022 gewann sie dann bei den Südostasienspielen in Hanoi in 3:43,26 min die Bronzemedaille mit der philippinischen 4-mal-400-Meter-Staffel hinter den Teams aus Vietnam und Thailand und auch in der Mixed-Staffel gewann sie in 3:31,53 min hinter diesen bei den Staaten die Bronzemedaille. Vietnam wurden die Silbermedaillen nachträglich wieder aberkannt und Bejoy rückte jeweils auf den Silberrang vor. Im Jahr darauf belegte sie bei den Südostasienspielen in Phnom Penh in 2:09,20 min den vierten Platz über 800 Meter und gewann mit der Frauenstaffel in 3:37,75 min die Silbermedaille hinter dem vietnamesischen Team. Anschließend verpasste sie bei den Asienmeisterschaften in Bangkok mit 2:10,22 min den Finaleinzug über 800 Meter. 2025 belegte sie bei den Asienmeisterschaften in Gumi in 2:07,53 min den siebten Platz.
In den Jahren 2021, 2022 und 2024 wurde Bejoy philippinische Meisterin im 800-Meter-Lauf sowie 2021 über 400 m Hürden und 2025 in der Mixed-Staffel über 4-mal 400 Meter.

## Persönliche Bestleistungen
- 400 Meter: 55,75 s, 24. November 2023 in Pasig City
- 800 Meter: 2:06,83 min, 30. Mai 2025 in Gumi
- 400 m Hürden: 60,49 s, 25. November 2023 in Pasig City